# Eugenia zuccarinii
Eugenia zuccarinii är en myrtenväxtart som beskrevs av Otto Karl Berg. Eugenia zuccarinii ingår i släktet Eugenia och familjen myrtenväxter. Inga underarter finns listade i Catalogue of Life.